# Telureto de zinco
Telureto de zinco é um composto químico binário com a fórmula ZnTe. Esse sólido é um material semicondutor com um gap direto de 2,26 eV.  Geralmente é um semicondutor do tipo p. Sua estrutura cristalina é cúbica, como a da esfalerita e a do diamante . 

## Propriedades

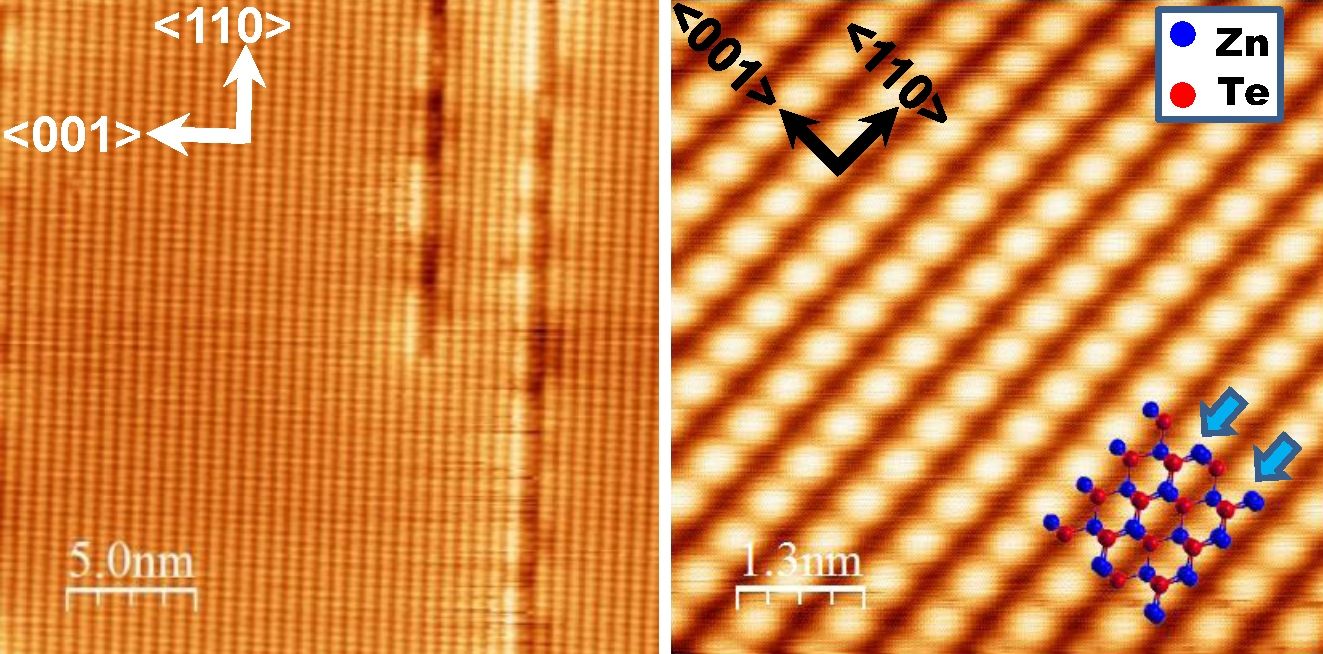
Imagens STM da superfície de ZnTe(110) tiradas em diferentes resoluções e rotação da amostra, juntamente com seu modelo atômico

O ZnTe tem a aparência de um pó cinza ou vermelho acastanhado ou de cristais vermelho-rubi quando refinado por sublimação. O telureto de zinco normalmente tem uma estrutura cristalina cúbica (como da esfalerita ou "zincblenda"), mas também pode ser preparado como cristais de sal rochoso ou em cristais hexagonais (estrutura wurtzita). Queima na presença de oxigênio quando irradiado por um forte feixe óptico. Sua constante de rede é 0,6101 nm, permitindo que seja cultivado com ou sobre antimoneto de alumínio, antimoneto de gálio, arseneto de índio e seleneto de chumbo. Com alguma incompatibilidade reticular, ele também pode ser produzido em outros substratos, tais como GaAs, e em policristalino (ou nanocristalino) de película fina em substratos tais como vidro, por exemplo, na fabricação de células solares de película fina. Na estrutura cristalina wurtzita (hexagonal), possui parâmetros de rede a = 0,427 e c = 0,699 nm.

## Aplicações

### Optoeletrônicas
O telureto de zinco pode ser facilmente dopado, sendo, portanto, um dos materiais semicondutores mais comuns usados em optoeletrônica. ZnTe é importante para o desenvolvimento de vários dispositivos semicondutores, incluindo LEDs azuis, lasers diodo, células solares e componentes de geradores micro-ondas. Pode ser usado em células solares, por exemplo, como uma camada de campo de superfície posterior e como material semicondutor do tipo p para uma estrutura CdTe/ZnTe ou em estruturas de diodo PIN.
O material também pode ser usado como um componente de compostos semicondutores ternários, como CdxZn(1-x)Te (conceitualmente, uma mistura composta dos membros finais ZnTe e CdTe), que podem ser feitos com uma composição variável de x para permitir que o bandgap óptico seja ajustado conforme desejado.

### Ópticas não-lineares
O telureto de zinco, assim como o niobato de lítio, é frequentemente usado para geração e detecção de pulsos de radiação terahertz empregados em técnicas de espectroscopia, como a espectroscopia terahertz no domínio do tempo, e de imagem. Quando um cristal desse material é submetido a um pulso ultracurto de luz de alta intensidade com duração inferior a picossegundos, ele emite um pulso com componentes de frequência na banda do terahertz por meio de um processo óptico não linear denominado retificação óptica. Por outro lado, submeter um cristal de telureto de zinco à radiação terahertz faz com que ele apresente birrefringência óptica e mude a polarização de uma luz transmissora, o que o torna um detector eletro-óptico.
Telureto de zinco dopado com vanádio, "ZnTe:V", é um material fotorrefrativo óptico não linear de possível uso na proteção de sensores em comprimentos de onda visíveis. Os limitadores óticos ZnTe:V são leves e compactos, sem a ótica complicada dos limitadores convencionais. ZnTe:V pode bloquear um feixe de interferência de alta intensidade de um laser dazzler enquanto passa a imagem de baixa intensidade da cena observada. Também pode ser usado em interferometria holográfica, em interconexões ópticas reconfiguráveis e em dispositivos de conjugação de fase óptica a laser. Oferece desempenho fotorrefrativo superior em comprimentos de onda de 600–1300 nm em comparação com outros semicondutores compostos III-V e II-VI. Ao adicionar manganês como um dopante adicional (ZnTe:V:Mn), seu rendimento fotorrefrativo pode ser aumentado significativamente.

## Link externo
- National Compound Semiconductor Roadmap (Office of Naval research) (em inglês) — Acessado em abril de 2006